# Wereldkampioenschappen schaatsen afstanden 2020 - Teamsprint mannen
De teamsprint mannen op de wereldkampioenschappen schaatsen afstanden 2020 werd gereden op donderdag 13 februari 2020 in het ijsstadion Utah Olympic Oval in Salt Lake City, Verenigde Staten.
De Nederlandse mannen, Krol, Ntab en Verbij wonnen het goud.

## Uitslag
| #      | Land        | Naam                                                        | Tijd    |
| ------ | ----------- | ----------------------------------------------------------- | ------- |
| Goud   | Nederland   | Thomas Krol Dai Dai Ntab Kai Verbij                         | 1.18,18 |
| Zilver | China       | Gao Tingyu Ning Zhongyan Wang Shiwei                        | 1.18,53 |
| Brons  | Noorwegen   | Odin By Farstad Håvard Holmefjord Lorentzen Bjørn Magnussen | 1.19,54 |
| 4      | Japan       | Yamato Matsui Yuma Murakami Masaya Yamada                   | 1.19,59 |
| 5      | Zwitserland | Oliver Grob Christian Oberbichler Livio Wenger              | 1.20,03 |
| 6      | Kazachstan  | Artur Galiyev Alexander Klenko Stanislav Palkin             | 1.20,39 |
| 7      | Rusland     | Pavel Koelizjnikov Roeslan Moerasjov Viktor Moesjtakov      | DNF     |
| 7      | Canada      | Laurent Dubreuil Antoine Gélinas-Beaulieu Gilmore Junio     | DQ      |

2019 · 
2020 · 2021 · 2022 .
2023 .
2024 ·
2025